# Talkin
Talkin – wieś w Anglii, w Kumbrii. Leży 16 km na wschód od miasta Carlisle i 415 km na północny zachód od Londynu. W latach 1870–1872 osada liczyła 310 mieszkańców.